# Jogador do Ano da Argentina
O prêmio Jogador do Ano da Argentina é um prêmio concedido anualmente ao melhor jogador argentino escolhido pelo Círculo de Jornalistas Argentinos no âmbito do Olimpia de Oro, o mais importante prêmio esportivo argentino.
Originalmente, o prêmio era concedido ao melhor jogador da seleção argentina do ano, independentemente de jogar na Primeira Divisão da Argentina ou no exterior, ou ao melhor jogador de futebol de qualquer nacionalidade que jogue na liga local. A partir de 2008, foram concedidos dois prêmios: um para o melhor jogador de futebol local e outro para o melhor argentino no exterior, ocorrendo de tal forma até 2017.

## Vencedores

### Por ano
| Ano  | Jogador                 | Nacionalidade | Clube                          |
| ---- | ----------------------- | ------------- | ------------------------------ |
| 1970 | Héctor Yazalde          | Argentina     | Independiente                  |
| 1971 | José Omar Pastoriza     | Argentina     | Independiente                  |
| 1972 | Ángel Bargas            | Argentina     | Chacarita Juniors              |
| 1973 | Miguel Ángel Brindisi   | Argentina     | Huracán                        |
| 1974 | Miguel Ángel Raimondo   | Argentina     | Independiente                  |
| 1975 | Héctor Scotta           | Argentina     | San Lorenzo                    |
| 1976 | Daniel Passarella       | Argentina     | River Plate                    |
| 1977 | Ubaldo Fillol           | Argentina     | River Plate                    |
| 1978 | Mario Kempes            | Argentina     | Valencia                       |
| 1979 | Diego Maradona          | Argentina     | Argentinos Juniors             |
| 1980 | Diego Maradona          | Argentina     | Argentinos Juniors             |
| 1981 | Diego Maradona          | Argentina     | Boca Juniors                   |
| 1982 | Hugo Orlando Gatti      | Argentina     | Boca Juniors                   |
| 1983 | Ricardo Bochini         | Argentina     | Independiente                  |
| 1984 | Alberto Márcico         | Argentina     | Ferro Carril Oeste             |
| 1985 | Enzo Francescoli        | Uruguai       | River Plate                    |
| 1986 | Diego Maradona          | Argentina     | Napoli                         |
| 1987 | Néstor Fabbri           | Argentina     | Racing                         |
| 1988 | Rubén Paz               | Uruguai       | Racing                         |
| 1989 | Carlos Alfaro Moreno    | Argentina     | Independiente                  |
| 1990 | Sergio Goycochea        | Argentina     | Millonarios/ Racing            |
| 1991 | Oscar Ruggeri           | Argentina     | Vélez Sarsfield                |
| 1992 | Luis Islas              | Argentina     | Independiente                  |
| 1993 | Ramón Medina Bello      | Argentina     | River Plate                    |
| 1994 | Carlos Navarro Montoya  | Argentina     | Boca Juniors                   |
| 1995 | Enzo Francescoli        | Uruguai       | River Plate                    |
| 1996 | José Luis Chilavert     | Paraguai      | Vélez Sarsfield                |
| 1997 | Marcelo Salas           | Chile         | River Plate                    |
| 1998 | Gabriel Batistuta       | Argentina     | Fiorentina                     |
| 1999 | Javier Saviola          | Argentina     | River Plate                    |
| 2000 | Juan Román Riquelme     | Argentina     | Boca Juniors                   |
| 2001 | Juan Román Riquelme     | Argentina     | Boca Juniors                   |
| 2002 | Gabriel Milito          | Argentina     | Independiente                  |
| 2003 | Carlos Tévez            | Argentina     | Boca Juniors                   |
| 2004 | Carlos Tévez            | Argentina     | Boca Juniors                   |
| 2005 | Lionel Messi            | Argentina     | Barcelona                      |
| 2006 | Juan Sebastián Verón    | Argentina     | Internazionale/ Estudiantes    |
| 2007 | Lionel Messi            | Argentina     | Barcelona                      |
| 2008 | Juan Román Riquelme     | Argentina     | Boca Juniors                   |
| 2008 | Lionel Messi            | Argentina     | Barcelona                      |
| 2009 | Juan Sebastián Verón    | Argentina     | Estudiantes                    |
| 2009 | Lionel Messi            | Argentina     | Barcelona                      |
| 2010 | Juan Manuel Martínez    | Argentina     | Vélez Sarsfield                |
| 2010 | Lionel Messi            | Argentina     | Barcelona                      |
| 2011 | Juan Román Riquelme     | Argentina     | Boca Juniors                   |
| 2011 | Lionel Messi            | Argentina     | Barcelona                      |
| 2012 | Lisandro Ezequiel López | Argentina     | Arsenal de Sarandí             |
| 2012 | Lionel Messi            | Argentina     | Barcelona                      |
| 2013 | Maxi Rodríguez          | Argentina     | Newell's Old Boys              |
| 2013 | Lionel Messi            | Argentina     | Barcelona                      |
| 2014 | Lucas Pratto            | Argentina     | Vélez Sarsfield                |
| 2014 | Ángel Di María          | Argentina     | Real Madrid/ Manchester United |
| 2015 | Marco Ruben             | Argentina     | Rosário Central                |
| 2015 | Lionel Messi            | Argentina     | Barcelona                      |
| 2016 | Fernando Belluschi      | Argentina     | San Lorenzo                    |
| 2016 | Lionel Messi            | Argentina     | Barcelona                      |
| 2017 | Darío Benedetto         | Argentina     | Boca Juniors                   |
| 2017 | Lionel Messi            | Argentina     | Barcelona                      |
| 2018 | Gonzalo Martínez        | Argentina     | River Plate                    |
| 2019 | Lionel Messi            | Argentina     | Barcelona                      |
| 2020 | Lionel Messi            | Argentina     | Barcelona                      |
| 2021 | Lionel Messi            | Argentina     | Paris Saint-Germain            |
| 2022 | Lionel Messi            | Argentina     | Paris Saint-Germain            |
| 2023 | Lionel Messi            | Argentina     | Inter Miami                    |

### Por jogador
| Jogador                 | Prêmio |
| ----------------------- | ------ |
| Lionel Messi            | 16     |
| Diego Maradona          | 4      |
| Juan Román Riquelme     | 4      |
| Enzo Francescoli        | 2      |
| Carlos Tévez            | 2      |
| Juan Sebastián Verón    | 2      |
| Héctor Yazalde          | 1      |
| José Omar Pastoriza     | 1      |
| Ángel Bargas            | 1      |
| Miguel Ángel Brindisi   | 1      |
| Miguel Ángel Raimondo   | 1      |
| Héctor Scotta           | 1      |
| Daniel Passarella       | 1      |
| Ubaldo Fillol           | 1      |
| Mario Kempes            | 1      |
| Hugo Orlando Gatti      | 1      |
| Ricardo Bochini         | 1      |
| Alberto Márcico         | 1      |
| Néstor Fabbri           | 1      |
| Rubén Paz               | 1      |
| Carlos Alfaro Moreno    | 1      |
| Sergio Goycochea        | 1      |
| Oscar Ruggeri           | 1      |
| Luis Islas              | 1      |
| Ramón Medina Bello      | 1      |
| Carlos Navarro Montoya  | 1      |
| José Luis Chilavert     | 1      |
| Marcelo Salas           | 1      |
| Gabriel Batistuta       | 1      |
| Javier Saviola          | 1      |
| Gabriel Milito          | 1      |
| Juan Manuel Martínez    | 1      |
| Lisandro Ezequiel López | 1      |
| Maxi Rodríguez          | 1      |
| Lucas Pratto            | 1      |
| Ángel Di María          | 1      |
| Marco Ruben             | 1      |
| Fernando Belluschi      | 1      |
| Darío Benedetto         | 1      |
| Gonzalo Martínez        | 1      |

### Por clube
| Clube               | Prêmio |
| ------------------- | ------ |
| Barcelona           | 13     |
| Boca Juniors        | 10     |
| River Plate         | 9      |
| Independiente       | 7      |
| Vélez Sarsfield     | 4      |
| Racing              | 3      |
| Argentinos Juniors  | 2      |
| Estudiantes         | 2      |
| San Lorenzo         | 2      |
| Paris Saint-Germain | 2      |
| Chacarita Juniors   | 1      |
| Huracán             | 1      |
| Valencia            | 1      |
| Ferro Carril Oeste  | 1      |
| Napoli              | 1      |
| Millonarios         | 1      |
| Fiorentina          | 1      |
| Internazionale      | 1      |
| Arsenal de Sarandí  | 1      |
| Newell's Old Boys   | 1      |
| Real Madrid         | 1      |
| Manchester United   | 1      |
| Rosário Central     | 1      |
| Inter Miami         | 1      |

### Por nacionalidade
| País      | Prêmio |
| --------- | ------ |
| Argentina | 59     |
| Uruguai   | 3      |
| Paraguai  | 1      |
| Chile     | 1      |